# Neofetch
Neofetch es un programa escrito en lenguaje bash, que permite ver en la terminal la información básica del hardware y del software instalado. Funciona con Linux (es soportada por más de 50 distribuciones), Windows (de XP a 11), iOS, OS X, Android (con Termux) y BSD (FreeBSD, openBSD, NetBSD).
Permite obtener datos con gran rapidez de varios items: sistema operativo, kernel, uptime, número de paquetes instalados, shell, resolución, escritorio, gestor de ventanas, temas, íconos, emulador de terminal, fuentes del sistema, CPU, GPU y memoria.
A partir de la versión 5.0 Neofetch incorpora soporte añadido para los sistemas de paquetes Snap y Flatpak, la soluciones a errores relacionados con el manejo de imágenes y el arte ASCII, además la compatibilidad con los reproductores multimedia gmusicbrowser, SMPlayer y Dragon PLayer para indicarnos que canción está sonando.
El repositorio del proyecto fue archivado en GitHub por el desarrollador principal el 26 de abril de 2024.

## Sintaxis
```
$ neofetch
```

```
             ...-:::::-...                 LinuxMint@Ubuntu 
          .-MMMMMMMMMMMMMMM-.              ------------------------- 
      .-MMMM`..-:::::::-..`MMMM-.          OS: Linux Mint 22.1 x86_64 
    .:MMMM.:MMMMMMMMMMMMMMM:.MMMM:.        Host: SMART TV 
   -MMM-M---MMMMMMMMMMMMMMMMMMM.MMM-       Kernel: 6.14.0-27-generic 
 `:MMM:MM`  :MMMM:....::-...-MMMM:MMM:`    Uptime: 43 mins 
 :MMM:MMM`  :MM:`  ``    ``  `:MMM:MMM:    Packages: 2577 (dpkg) 
.MMM.MMMM`  :MM.  -MM.  .MM-  `MMMM.MMM.   Shell: bash 5.2.21 
:MMM:MMMM`  :MM.  -MM-  .MM:  `MMMM-MMM:   Resolution: 1920x1080 
:MMM:MMMM`  :MM.  -MM-  .MM:  `MMMM:MMM:   DE: Cinnamon 6.4.8 
:MMM:MMMM`  :MM.  -MM-  .MM:  `MMMM-MMM:   WM: Mutter (Muffin) 
.MMM.MMMM`  :MM:--:MM:--:MM:  `MMMM.MMM.   WM Theme: Mint-L-Dark-Grey (Mint-Y) 
 :MMM:MMM-  `-MMMMMMMMMMMM-`  -MMM-MMM:    Theme: Mint-L-Dark-Grey [GTK2/3] 
  :MMM:MMM:`                `:MMM:MMM:     Icons: Mint-L-Grey [GTK2/3] 
   .MMM.MMMM:--------------:MMMM.MMM.      Terminal: gnome-terminal 
     '-MMMM.-MMMMMMMMMMMMMMM-.MMMM-'       CPU: AMD A6-5400K APU (2) @ 3.593GHz 
       '.-MMMM``--:::::--``MMMM-.'         GPU: 00:0f.0 VMware SVGA II Adapter 
            '-MMMMMMMMMMMMM-'              Memory: 1073MiB / 9897MiB 
               ``-:::::-``                                                                   
```

## Versiones
| Versión | Fecha                  |
| ------- | ---------------------- |
| 0.2.1   | 4 de enero de 2016     |
| 1.0     | 27 de enero de 2016    |
| 2.0     | 2 de diciembre de 2016 |
| 3.0     | 23 de enero de 2017    |
| 4.0     | 17 de mayo de 2018     |
| 5.0     | 18 de junio de 2018    |
| 6.0     | 8 de enero de 2019     |
| 6.1     | 31 de agosto de 2019   |
| 7.0     | 8 de marzo de 2020     |

## Personalizando Neofetch
Cuando Neofetch se ejecuta por primera vez, se crea un archivo de configuración con todas las opciones y configuraciones: 
```
$HOME/.config/neofetch/config.conf
```

Este archivo permite modificar la información del sistema que se ve en el terminal. Se pueden crear, modificar o eliminar líneas de información y también modificar el script utilizando código bash para la gestión de la información que se va a ver en pantalla.
Un extracto de dicho archivo:
```
info "OS" distro
info "Host" model
info "Kernel" kernel
info "Uptime" uptime
info "Packages" packages
info "Shell" shell
info "Resolution" resolution
info "DE" de
info "WM" wm
info "WM Theme" wm_theme
info "Theme" theme
info "Icons" icons
info "Terminal" term
info "Terminal Font" term_font
info "CPU" cpu
info "GPU" gpu
info "Memory" memory
```

Para excluir una opción se le agrega un numeral # delante. Neofetch desactiva las siguientes líneas de forma predeterminada, para activar la opción se borra #
```
#
 info "CPU Usage" cpu_usage

#
 info "Disk" disk

#
 info "Battery" battery

#
 info "Font" font

#
 info "Song" song

#
 info "Local IP" local_ip

#
 info "Public IP" public_ip

#
 info "Users" users

#
 info "Birthday" birthday
[
7
]
```

## Algunas opciones
--disable inforname deshabilita una línea de información, donde infoname es la información que queremos deshabilitar, por ejemplo --disable memory evita que se muestre la memoria, pudiendo especificarse más de un item.
--package_managers on/off muestra/oculta el nombre del gestor de paquetes
--os_arch on/off muestra/oculta la arquitectura del Sistema Operativo, en el ejemplo de arriba x86_64
--speed_type type donde type indica el tipo de velocidad de la CPU para mostrar, los valores posibles son : actual, min, max, bios, scaling_current, scaling_min, scaling_max
--disk_show value donde value indica cual disco mostrar, por ejemplo: '/', '/dev/sdb1', '/path/to/mount point'
--ip_host url URL para consultar para una IP pública
--stdout desactiva los colores, y deshabilita la imagen de fondo

## Galería

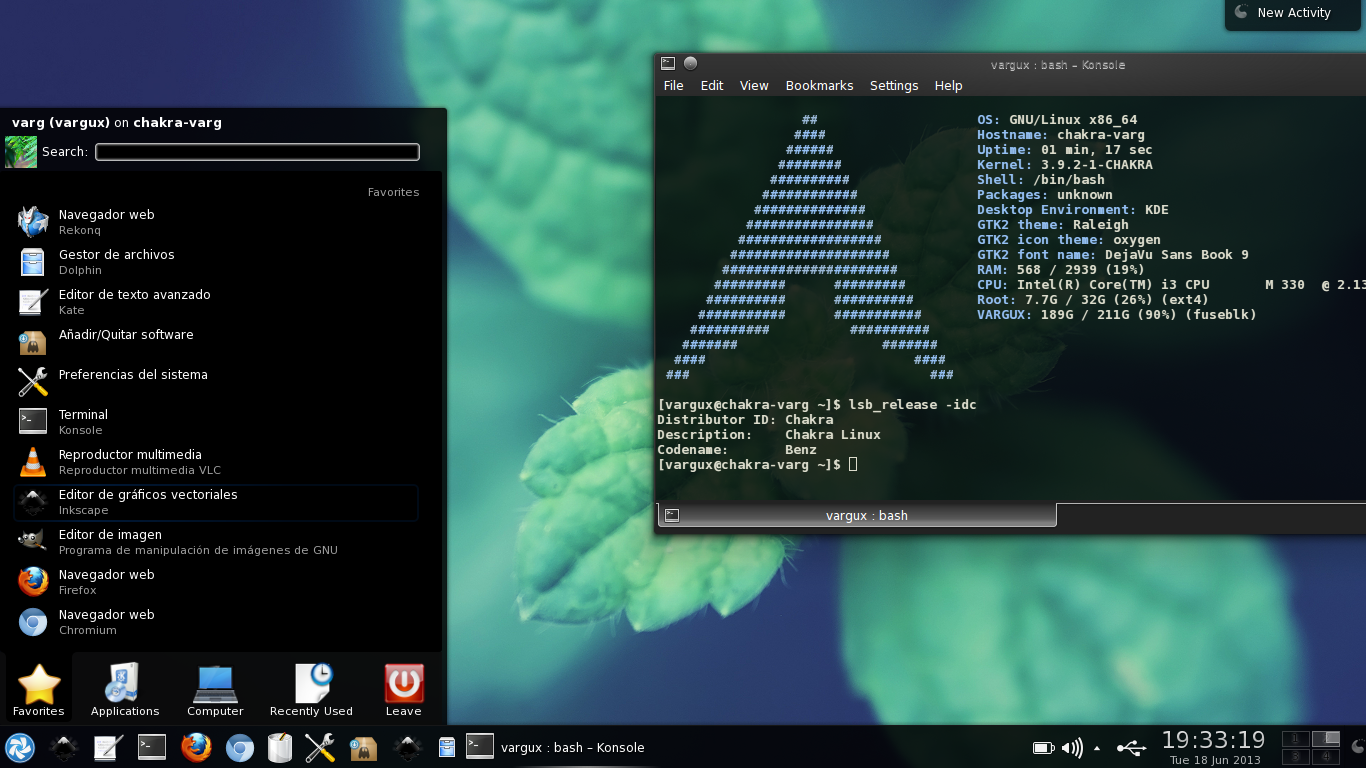
Neofetch en la descontinuada distro Chakra Linux.
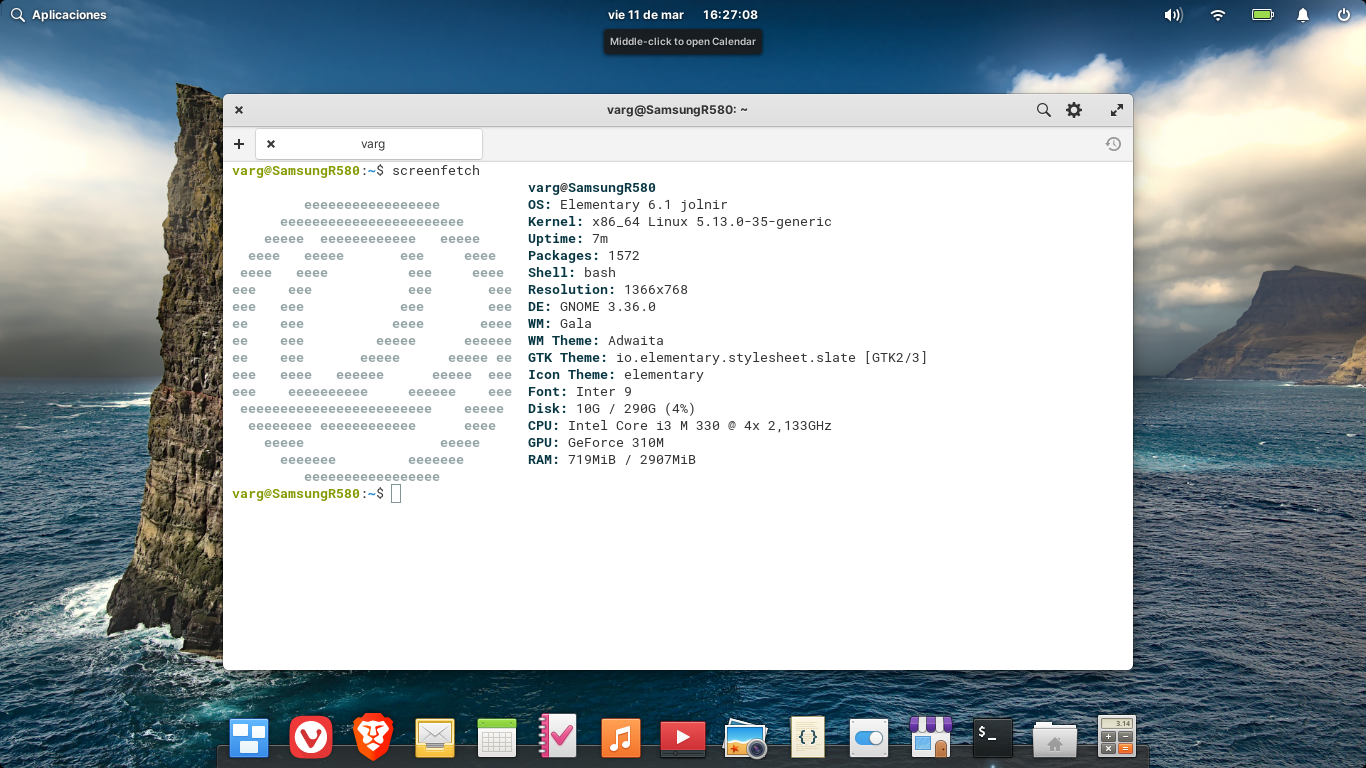
Neofetch en la  distro elementary OS.
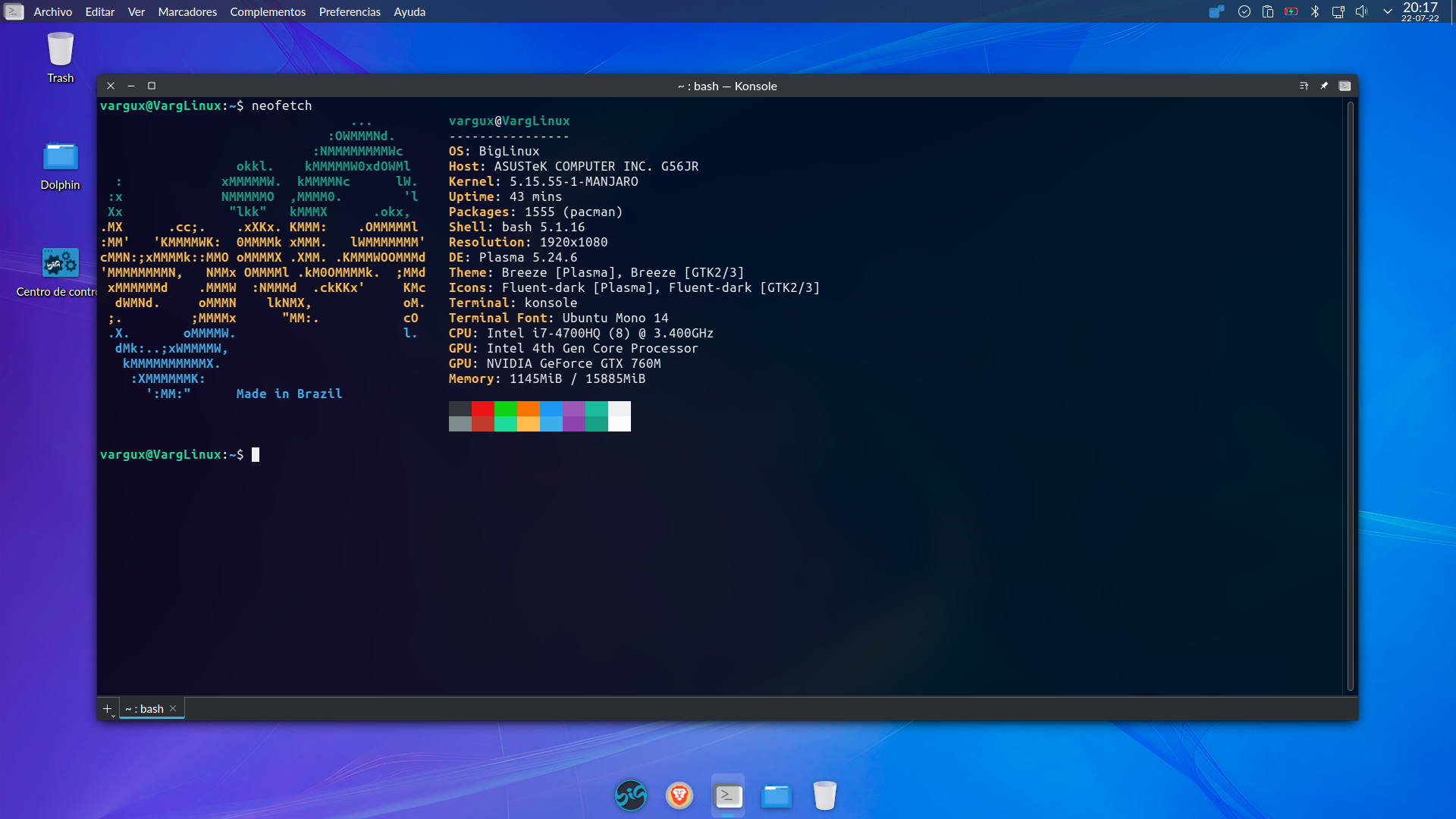
Neofetch en la  distro BigLinux.
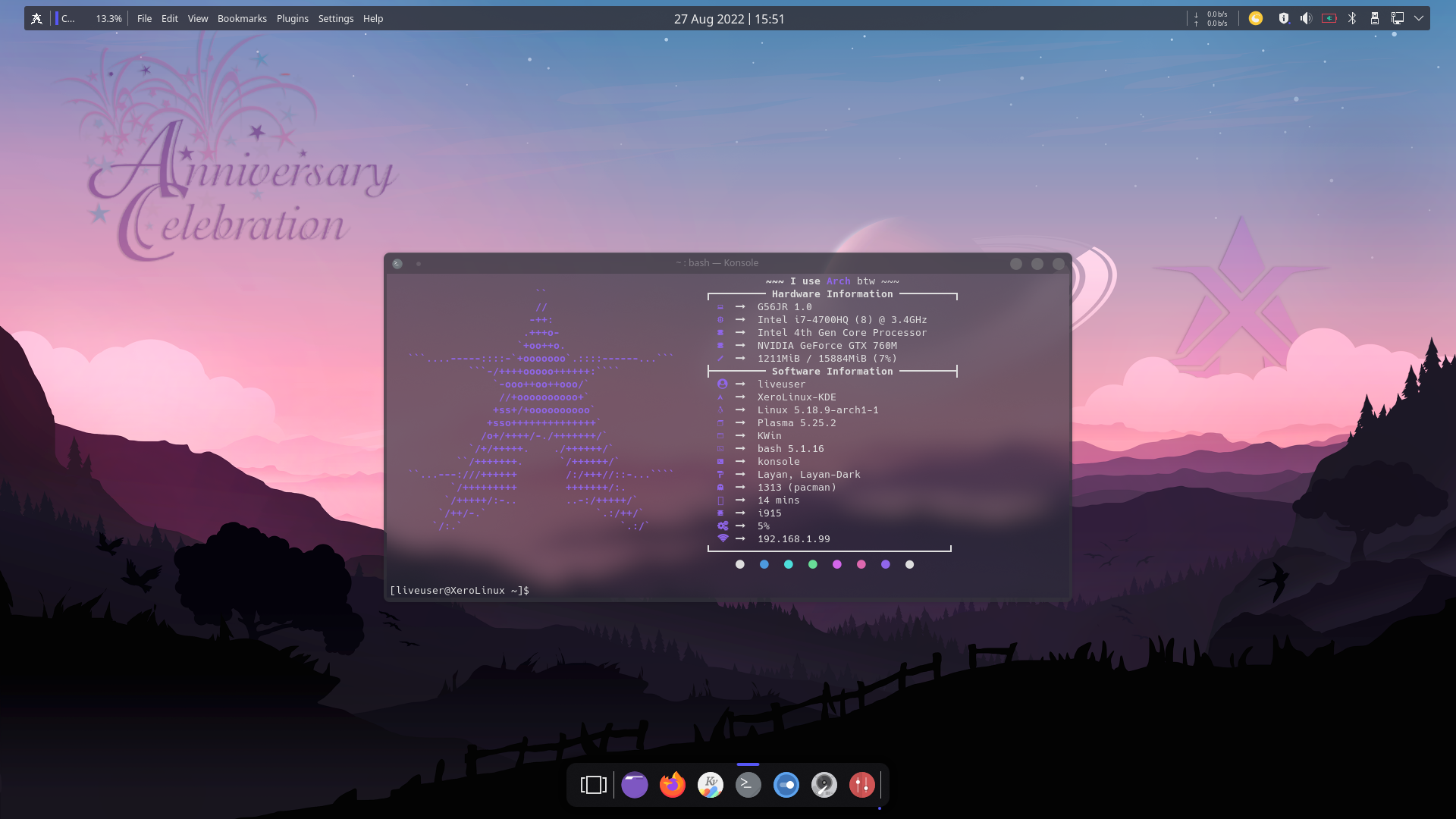
Captura de pantalla de Xero Linux, mostrando Konsole y Neofetch.